# تفشي التهاب الدماغ في بهار 2019
تفشي التهاب الدماغ في بهار في شهر يونيو 2019م، تفشت متلازمة التهاب الدماغ الحاد في بلدة مظفاربور والمناطق المجاورة في ولاية بهار في الهند، وسط ثاني أطول موجة حر تشهدها المنطقة، مما أدى إلى وفاة أكثر من 100 طفل، ويرجع ارتفاع هذه الوفيات بشكل أساسي إلى نقص السكر في الدم.

## التاريخ
حدث تفشي لمتلازمة التهاب الدماغ الحاد سابقًا في المناطق الشمالية من ولاية بهار والمناطق الشرقية من ولاية أوتار براديش الهندية، تم تسجيل أول حالة إصابة بالتهاب الدماغ في مقاطعة مظفر بور في عام 1995. كان هناك 143 حالة وفاة في عام 2013، وعدد 355 وفاة في عام 2014، و11 في عام 2015، و4 في عام 2016، و11 في عام 2017، و7 في عام 2018. في السنوات الأخيرة ظل عدد الوفيات في الفئة العمرة أقل من 20 عامًا.

## التفشي
في يونيو 2019 حدث تفشي لمتلازمة التهاب الدماغ الحاد في 222 موقع من مظفر بور والمناطق المجاورة في بهار.
كنتيجة لتفشي المرض منذ 1 يونيو 2019، توفي 85 طفلاً في كلية ومستشفى سري كريشنا الطبي، وهو أكبر مستشفى تديره الدولة في بهار، بينما توفي 18 طفلاً في مستشفى كيجريوال ماتريسادان وهو مستشفى تديره الأمانة. معظم حالات الوفاة تتراوح أعمارهم بين سنة و10 سنوات. تم استقبال ما مجموعه 440 حالة من الإصابات بمتلازمة التهاب الدماغ الحاد في المستشفيات منذ 1 يونيو 2019. حتى 18 يونيو 2019 تم علاج 154 حالة في المستشفيات.

## المتلازمة
مصطلح متلازمة التهاب الدماغ الحاد (بالإنجليزية: acute encephalitis syndrome) هو مصطلح صاغته منظمة الصحة العالمية في عام 2008. تتضمن أعراض المتلازمة بدايةً بحمى حادة ومظاهر عصبية سريرية مرتبطة بها مثل الارتباك الذهني أو الارتباك أو الهذيان أو التشنجات أو الغيبوبة. تشمل الأعراض المبكرة الصداع والقيء، إلى جانب نقص السكر في الدم المفاجئ (انخفاض مستويات السكر في الدم)، وقد تؤدي إلى الغيبوبة، بالإضافة لاختلال وظيفي في الدماغ، والتهاب القلب والرئتين. أولئك الذين ينجو من المتلازمة قد يعانون من نقاط ضعف عصبية طويلة المدى. نقص السكر في الدم الشديد يمكن أن يسبب الموت. تُعرف المتلازمة محليًا باسم حمى شامكي في بيهار.

## الاستجابة الحكومية
أعلن رئيس وزراء بيهار نيتيش كومار تخصيص ماقيمته 5.800 دولار أمريكي إلى أقرباء الأطفال الذين ماتوا من جراء الإصابة بالتهاب الدماغ كهبة من الدولة، كما زار المستشفى وأمر بتوسيعه.
زار وزير الصحة النقابي هارش فاردهان وأعلن عن إنشاء جناح يضم 100 سرير للأطفال في مستشفى سري كريشنا الطبي وكذلك خمسة مختبرات في علم الفيروسات في بهار. كما أعلن عن ترقية مرصد إدارة الأرصاد الجوية في الهند في مظفاربور لدراسات مفصلة للمناخ. يجري إنشاء سبع وحدات للعناية المركزة للأطفال. تم تشكيل فريق متعدد التخصصات يتكون من خبراء من المجلس الهندي للبحوث الطبية والمعهد الوطني للصحة العقلية وعلوم الأعصاب والمعهد الوطني لبحوث الملاريا والمعهد الوطني للتغذية، والمعهد الوطني لعلم الفيروسات، وذلك لتأسيس معهد جديد باسم المعهد الوطني لعلم الأوبئة في نيودلهي، وإرسال بعثات منه إلى ولاية بهار لدراسة المتلازمة وتحديد أسبابها.
أرسلت اللجنة الوطنية لحقوق الإنسان إشعارات إلى وزارة الصحة ورعاية الأسرة وحكومة بهار بشأن الوفيات وطلبت تقريرًا في وقت لا يتعدى أربعة أسابيع.